# Давид Тодоров
Давид Савов Тодоров е български търговец и революционер, участник в националноосвободителното движение и член на щаба на Ботевата чета.
Роден е в град Враца. Произхожда от богато търговско семейство. В младежките си години помага на баща си в търговските дела, пътува в страната и в чужбина, научава много чужди езици. Получава завидно за времето си образование. По-късно започва самостоятелна търговска дейност и се замогва.
Голям родолюбец, Тодоров възприема революционните идеи на Георги Сава Раковски. Поради съвместната съзаклятническа дейност с Никола Войводов е преследван от османската власт и емигрира в Румъния, където през 1866 година се установява и започва търговия с тютюн. Присъединява се към радикално настроената българска емиграция. Става активен член на тайния Български революционен централен комитет. Близка дружба го свързва и с Христо Ботев.
Давид Тодоров участва в организирането и подготовката на четата на Христо Ботев, като дава много средства за снабдяването ѝ с оръжие, муниции, облекло. Той е в щаба на четата като съветник. При превземането на кораба „Радецки“ заедно със Сава Катрафилов обясняват на капитана на немски език целта на четата.
Давид Тодоров е един от около 20-те четници в Ботевата чета от Враца и областта, които в името на борбата за освобождението на България, изоставят семейства, търговия, занаят. През нощта на 18 срещу 19 май 1876 г. загива в засада, когато четата пресича шосето Оряхово - Враца при с. Мраморен между Милин камък и Веслец.